# 전국재해구호협회
전국재해구호협회(全國災害救護合會)는 이재민의 구호에 필요한 의연금품의 모집·관리 및 구호활동 등을 위하여 설립된 법정법인이다.희망브리지라는 CI를 사용하고 있다. 서울특별시 마포구 신수로 52 (신수동 371-19번지)에 위치하고 있다.

## 설립 근거
- 긴급구호와 나눔 문화가 전무하던 1961년 신문사와 언론사, 사회 각계인사들이 모여 종교와 이념을 떠나 자발적으로 만든 국내 최초의 민간 구호단체
- 지난 2001년 재해구호법[3] 개정으로 법정 재해구호단체 활동

## 연혁
- 1961년 7월 전국수해대책위원회 조직
- 1961년 9월 가칭 전국재해대책위원회창립준비위원회 조직
- 1961년 10월 전국재해대책위원회 창립총회
- 1961년 11월 전국재해대책위원회 발족 및 학생모금, 공무원모금, 극장모금 시작
- 1963년 5월 우표 모금 시작. 의연금의 50% 넘지는 않는 범위 내 의연금 첨가 판매
- 1964년 9월 사회단체 등록
- 1964년 10월 전국재해대책협의회로 명칭 변경
- 1965년 9월 필리핀 타알화산 폭발 이재민 의연금 필리핀대사관 전달
- 1966년 5월 사랑의열매 달기 모금과 캠페인 최초 전개
- 1968년 10월 사단법인으로 개편
- 1974년 9월 극장모금, 문화예술진흥기금 모집으로 일관
- 1975년 2월 해외교포 기탁구호금 면세 통관, 재해지역 전달
- 1975년 9월 터키 지진 이재민 구호금 주 대한민국 터키대사관 전달
- 1976년 8월 필리핀 지진 이재민 구호금 주 대한민국 필리핀대사관 전달
- 1976년 12월 동해안 어로 중 폭풍피해 실종, 사망자 360여 명 위로금 및 어선 복구비 지급. 터키 지진 이재민 구호금 전달
- 1977년 2월 “모금과 구호” 책자 발간
- 1977년 11월 이리역 화약폭발사고 지원 - 이리 이재민에게 긴급부식비 1,460만 원, 취로사업비 3억 원, 천막촌 설치비 및 위로금 10억 7,913만 원 전달
- 1977년 12월 이리시 구호품 8톤 트럭 20대분 전달
- 1978년 2월 동해와 남해 마라도 해사의 폭풍피해 어선 복구비 8,070만 원 전달
- 1978년 12월 동서해 폭풍피해 어선과 사망 및 실종자 유족 구호비 2,865만 원 전달
- 1979년 5월 문교부, ‘사랑의 열매’ 모금 시행 승인
- 1979년 9월 태풍 어빙 및 쥬디호 피해복구비 8억 1,510만 원 전달
- 1980년 1월 태풍피해 가옥전파자 자기부담 무능력자 위한 주택자금 대부계약을 국민은행과 체결 및 대부 실시
- 1980년 5월 광주 민주화 운동 피해 복구 지원
- 1980년 6월 광주 민주화 운동 피해 복구비 11억 원 전남에 긴급 전달
- 1981년 10월 태풍 에그니스의 피해 복구비로 75억 원 전달
- 1982년 9월 폭풍 엘리스 피해구호 및 복구비 141,365,000원 전달
- 1986년 5월 한국노인복지시설협회 구호품 전달
- 1987년 7월 태풍 셀마 피해 재해의연금 지급 및 긴급구호품 전달
- 1989년 8월 광역창고 건립계획안 제출 (보건사회부)
- 1990년 9월 호우피해 구호비 전남 외 6개 시도에 39,481,000원 전달. 주택복구비 충북 외 7개 시도 이재민 중 미귀가 세대 위로금 1,823,120,000원 지원
- 1991년 8월 태풍 글래디스 피해 이재민 구호품 전달 (강원, 부산, 경북, 경남)
- 1992년 12월 농작물 우박피해 이재민 구호비 343,115,000원 충남 외 6개 시도 전달
- 1994년 2월 서해 훼리호 사고 사망자 장의위로금 1,140,000,000원 및 냉해 피해 구호비 9,274,500,000원 전달
- 1994년 12월 전국재해대책협의회 회관 준공식
- 1995년 1월 일본 효고 현 지진피해 교민 구호품 전달
- 1995년 2월 서울 개포동 구룡마을 화재사고 이재민 구호품 전달
- 1996년 7월 호우피해 이재민 구호비 171,250,000원 전달
- 1996년 11월 본회 대통령 표창 수상
- 1999년 8월 광역창고 건립계획안 제출 (보건복지부)
- 2000년 1월 폭풍설 피해 지원, 2,010,000원
- 2000년 9월 호우피해 지원 5,013,980,000원. 태풍 프라피룬 피해 지원, 4,216,200,000원
- 2000년 10월 호우피해 지원, 2차례 총 469,436,000원
- 2000년 11월 태풍 프라피룬 피해 지원, 3,210,404,000원. 태풍 사오마이 피해 지원, 2,036,911,000원. 태풍 프라피룬 피해 추가 지원, 1,253,540,000원
- 2001년 3월 폭풍설피해 지원, 4차례 총 2,050,784,000원
- 2001년 6월 1차 한해(旱害) 의연금 농림부 지원 5,000,000,000원. 2차 한해(旱害) 의연금 농림부 지원 5,000,000,000원. 양수기 및 송수호수 구입 310,476,320원
- 2001년 9월 동해, 서리, 가뭄, 우박 피해 지원, 총 1,036,486,000원
- 2001년 12월 호우 피해 지원, 7차례 총 28,156,768,000원. 재해구호법 제정
- 2002년 8월 집중 호우 피해 지원, 총 18,593,519,000원
- 2002년 9월 태풍 루사 피해 특별 위로금 지원 58,798,540,000원. 태풍 라마순 피해 지원, 97,300,000원
- 2002년 10월 태풍 루사 피해 지원, 5,542,266,000원. 태풍 루사 특별재해지역 특별 위로금 지원 42,662,200,000원
- 2002년 11월 우박 등 농업재해 피해 지원 6,039,000원
- 2002년 12월 태풍 루사 피해 추가 특별 지원 4,000,000,000원 집중 호우 피해 2002년 총 지원액 129,985,124,000원. 전국재해구호협회로 명칭 변경
- 2003년 2월 대구 지하철 화재 참사 1차 구호성금 전달, 5,055,000,000원 지원
- 2003년 5월 대구 지하철 화재 참사 2차 구호성금 전달, 60,605,000,000원 지원
- 2003년 6월 대구 지하철 화재 참사 3차 구호성금 전달, 1,162,060,949원 지원
- 2003년 8월 태풍 매미 피해 등 구호 활동. 7차례 지원 총 104,849,371,000원
- 2004년 3월 대구 지하철 화재 참사 4차 구호성금 전달, 192,014,035원 지원. 폭설피해 지원, 9,609,680,000원
- 2004년 5월 함양물류센터 준공 완료 (대지면적 7,800평 | 창고면적 1,500평)
- 2004년 8월 호우피해 지원 585,860,000원
- 2004년 9월 냉해 피해 등 지원 654,680,000원. 태풍 ‘메기’ 피해 구호 활동, 총 4,876,620,000원 지원
- 2004년 10월 호우피해 지원 419,400,000원
- 2005년 3월 재해구호 자원봉사자용 영상물 "눈물도 함께하면 희망이 됩니다" 제작
- 2005년 11월 파주재해구호물류센터 준공 완료. "재해의연금품의 효율적 모금 및 지원체계 구축 방안"발행
- 2006년 10월 협회 홍보동영상 "희망 그리고 나눔의 시작" 제작. 재난지역 주민의 재난 이후 삶의 질에 관한 연구보고서 발간 및 배포
- 2007년 4월 재해구호활동 매뉴얼 ‘재해와 자원봉사활동’발간
- 2007년 9월 태풍 ‘나리’피해 의연금 지원(1차) - 지원금액 : 6,374,000,000원
- 2007년 11월 태풍 ‘나리’피해 의연금 지원 - 지원금액 : 1,579,250,000원. 태풍 ‘나리’피해 의연금 지원(2차 추가) - 지원금액 : 19,992,900,000원.
- 2007년 12월 태풍 ‘나리’피해 의연금 지원(전남 추가지원 및 누락세대) - 지원금액 : 600,700,000원
- 2008년 1월 태안 유류유출 사고 성금지원 - 지원금액 : 2,078,000,000원
- 2009년 5월 서울특별시청과 공동으로 서울시내 재난취역지역 300여 세대를 대상으로 세탁 구호활동전개
- 2009년 9월 네이버 해피빈과 공동 기획특집 시리즈 진행 ‘해피로그’ 콩 기부 실시
- 2009년 10월 부산, 경남 등 호우피해지역 이재민 8,683세대에게 의연금 8,849,475,000원 지급
- 2010년 6월 전국재해구호협회 인형극 자원봉사단 설립. YTN 재해구호캠페인 시작
- 2010년 7월 시스템 통합 및 홈페이지 개편, 정기후원 시스템 도입
- 2011년 1월 연평도 포격피해 주민 임지주거시설 39동 지원
- 2011년 3월 1일 대설풍랑, 2월 폭설피해 347세대 구호비 408,500,000원 지원.
- 2011년 3월 일본 대지진 및 쓰나미 피해주민구호를 위한 구호세트, 모포, 생수 등 구호물품 1만 5천여점 지원
- 2011년 4월 연평도 포격피해 주민 의연금 및 구호품 지원 - 주민위로금 2,990,500,000원 (2010~2011년 총 3,723,992,980원 지원)
- 2011년 5월 전국재해구호협회 대통령 표창 수상
- 2011년 6월 일본 대지진 및 쓰나미 피해 성금모금액 131,374,425원 지원(Civic Force, NVNAD 등).
- 2011년 6월 보건복지부 전시 대비 천막 및 모포 등 비축구호물자 구매대행사업 시행 - 9개 시도 46개 시군구 25,276점
- 2011년 7월 전국재해구호협회 창립 50주년 기념식 개최, 희망브리지 BI 선포.
- 2011년 7월 2층버스 개조 이동식 재난체험관 운영 (청계광장, 강남역 등, 40일단 23,125 명 관람)
- 2011년 8월 서울 등 11개 시도 7월 호우피해 29,778세대 구호비 30,922,500,000원 지원.
- 2011년 10월 태국 홍수 피해 침수지역 구호를 위한 모금 실시 (홈페이지, 트위터, 해피빈 등)
- 2011년 11월 인천 등 10개 시도 8월 태풍 무이파 및 호우피해 8,829세대 9,142,500,000원 지원
- 2011년 12월 7~8월 태풍 및 호우피해 재난취약세대 특별구호활동 실시 - 기초생활수급대상자 등 7,991세대 전통시장상품권 1,595,200,000원 지원
- 2012년 5월 태국 방콕 돈무앙구 북부지역 해외봉사활동 실시. 재해피해 지역 지속적인 관심과 사각지대 해소를 위한 진료소 운영
- 2012년 5월 집수리, 보일러 교체 등 기획배분사업 실시 – 6개 단체를 통해 21,642,504원 지원
- 2012년 6월 포스코건설 지정기부로 포스코패밀리 봉사단과 송도사옥에서 구호키트 제작 (1,000 세트)
- 2012년 8월 호우 및 태풍(볼라빈, 덴빈, 산바) 피해이재민 구호품 지원 – 구호품 10,220점 및 구호키트 1,563 세트 등. 세탁 구호 활동 실시 (10,800 kg)
- 2012년 9월 포스코건설 지원 제작 구호키트 전량 전남, 전북 태풍피해 지역 이재민 지원.
- 2012년 9월 재해 이재민 중 재난취약세대 생활안정을 위한 재난취약세대 돌봄 사업 시행 – 25개 단체를 통해 129,000,000원 지원.
- 2012년 9월 8일 호우 및 태풍 피해 73,581세대 구호비 26,400,050,000원 지원
- 2012년 10월 인도네시아 족자카르타 화산피해 지역 해외봉사활동 실시 – 식수파이프교체, 염소지원, 도서기증 등
- 2012년 10월 기후난민 어린이 살리기 희망T캠페인 시범 실시 – 희망티키트 500개 제작 배포
- 2012년 11월 베트남 푸토성 및 칠레 푸춘까바시 수해피해지역 구호물품 8,391점 지원
- 2013년 1월 캐릭터 ‘곤’ 홍보대사 위촉 및 ‘대원미디어’ MOU 체결
- 2013년 3월 울산 울주군 산불피해가구 임시주택 20동 지원
- 2013년 4월 재해예방 인형극 ‘우리는 안전짱 친구들’ 공연 실시, 어린이 1,580명 관람
- 2013년 5월 참여형 기부캠페인 기후난민 어린이 살리기 희망T캠페인 런칭 (With 서울메트로)
- 2013년 5월 ‘현대글로비스’와 재난재해 구호물자 운송지원 협약 체결
- 2013년 5월 ‘좋은 사회를 위한 100인 이사회’와 국내외 재난재해 구호활동을 위한 업무협약 체결
- 2013년 7월 현대차그룹 ‘도시형 세탁구호차량’ 기부 전달식
- 2013년 8월 폭염취약대상 주민 긴급구호 냉방용품 지원 – 울산, 경북, 선풍기 500대, 쿨스카프 3,000개, 생수 43,620병 등
- 2013년 9월 집중호우 피해지역(강원,인천,서울,경북 등) 1,672세대 6억7천9백만원, 전통시장상품권 8.200만원 지원
- 2013년 11월 필리핀 태풍 하이옌 피해지역 돕기 모금 및 긴급구호팀 현장파견(레이테섬, 사마르지역 등 생필품, 모포, 천막 등 5만$ 상당 지원)
- 2013년 11월 홈앤쇼핑 희망T캠페인 기부방송 특별편성(희망T키트 1만개 제작 후원)
- 2013년 12월 희망브리지 봉사단 2013년 대한민국 자원봉사대상 안전행정부 장관상 수상

## 주요 업무
- 이재민의 구호를 위한 의연금품의 모집·배분 및 관리
- 구호세트의 제작, 재해구호물자의 관리·공급 및 보관창고의 설치·운영
- 재해구호에 관한 홍보 및 조사연구 등 재해구호 관련 사업
- 의연금의 배분에 관한 사항을 심의·의결하는 배분위원회의 설치·운영
- 재해구호 활동지원, 자원봉사자 및 자원봉사단체 관리·운영지원
- 그 밖에 대통령령으로 정하는 사업

## 조직

### 회장
- 초대회장 : 유진오(1961.7~1961.9) - 주요약력 : 법제처장, 고려대학교 총재, 신민당 총재
- 제2,6대 회장 : 류달영(1961.9~1963.4, 1976.6~1985.3) - 주요약력 : 서울대학교 교수, 농어민신문 회장, 재건국민운동중앙회 회장
- 제3대 회장 : 이관구(1963.5~1964.1) - 주요약력 : 경향신문 부사장, 한국신문편집인협회 회장, 대한언론인회 회장
- 제4대 회장 : 임병직(1964.2~1964.10) - 주요약력 : 외무부 장관, 주UN대표부 대사, 한국외교협회 회장
- 제5대 회장 : 고재욱(1964.10~1976.6) - 주요약력 : 동아일보사 사장,  IPI한국위원회 위원장, 한국신문연구소 이사장
- 제7대 회장 : 류건호(1985.3~1994.2) - 주요약력 : 조선일보 부사장 발행인, 한국신문편집인협회 회장
- 제8대 회장 : 최종율(1994.3~1998.4) - 주요약력 : 경향신문 사장, 한국신문협회 회장, 한국ABC협회 회장
- 제9대 회장 : 방상훈(1998.4~2000.3) - 주요약력 : 조선일보 사장, IPI한국위원회 위원장, 한국신문협회 회장
- 제10대 회장(명예회장) : 최학래[깨진 링크(과거 내용 찾기)](2000.3~2017.2) - 주요약력 : 한겨레신문 사장, 한국신문협회 회장, 아시아기자협회 이사장
- 제11대 회장 : 송필호(2017.3~현재) - 주요약력 : 중앙일보 부회장, 대표이사, 사장, 발행인, 한국신문협회 회장

### 감사
- 김종식 한국교원단체총연합회 사무총장
- 서동규 삼일회계법인 대표

### 사무처
- 사무총장
- 모금마케팅팀
- 구호사업팀
- 기획실
- 지원팀